# Kungen kommer
Kungen kommer är en svensk komedifilm från 1936 i regi av Ragnar Hyltén-Cavallius. Filmen är baserad på operetten Der Gauklerkönig från 1923. I huvudrollerna ses Gösta Ekman, Birgit Tengroth, Åke Ohberg, Tollie Zellman och Håkan Westergren.

## Handling
Året är 1865. På gården Herresunda väntar greveparet Löwencreutz fint besök. Kung Carl XV skall komma på besök. En löjtnant Grimm har dock fått telegram att kungen ställer in sitt besök på gården. Men på en teater får han se skådespelaren Leonard Petterson som råkar vara väldigt lik kungen. Grimm får en idé.

## Om filmen
Filmen hade Sverigepremiär den 23 mars 1936 i ett antal svenska städer. Filmen har visats i SVT vid ett flertal tillfällen, bland annat i maj 1980, i mars 2021, i september 2023 och i maj 2025.

## Rollista i urval
- Gösta Ekman – Leonard Petterson, aktör / Carl XV, kung
- Nils Wahlbom – Casimir Löwencreutz
- Gull Natorp – Adèle Löwencreutz
- Birgit Tengroth – Marie-Louise, Löwencreutz dotter
- Håkan Westergren – Charles-Emile Spaak, adjutant
- Olga Andersson – grevinnan Ehrencrona
- Åke Ohberg – löjtnant von Grimm
- Semmy Friedmann – italiensk fyrverkare
- Theodor Berthels – teaterdirektör Browander
- Thor Modéen – Alexander Dryselius
- Maritta Marke – Anette, Alexanders dotter
- Tollie Zellman – Sophie Strååk
- Peggy Lindberg – Browanders hustru
- John Ekman – kommissarie Blom

## DVD
Filmen gavs ut på DVD 2017.